# Едуард Бухнер
Едуард Бухнер (нім. Eduard Buchner; 20 травня 1860, Мюнхен, Німеччина — 13 серпня 1917, Мюнхен, Німеччина) — німецький хімік і біохімік. Лауреат Нобелівської премії з хімії 1907 року за науково-дослідну роботу з біологічної хімії і відкриття позаклітинної ферментації.

## Біографія
Народився в Мюнхені 20 травня 1860 року. Він почав вивчати хімію в 1884 році під керівництвом Адольфа Байера (Нобелівського лаурета з хімії 1905 року) і ботаніку у професора Негелі у Ботанічному інституті Мюнхена.
Після періоду роботи з Отто Фішером у Ерлангені, він здобув докторат Мюнхенського університету у 1888. З 1896 по 1898 був професором хімії в університеті Тюбінгена і з 1898 по 1909 професор фізіологічної хімії в університеті Бреслау (Вроцлава). З 1911 професор хімії університету Вюрцбурґа.
Бухнер 1900 року одружився з Лоттою Сталь.
У 1907 році отримав Нобелівську премію з хімії за біохімічні дослідження позаклітинної ферментації і виділення зімази.
Під час Першої світової війни Бухнер служив у польовому госпіталі в Румунії у званні майора. Поранений 3 серпня 1917, помер від ран через дев'ять днів у Мюнхені у віці 57 років.

## Публікації
- Eduard Buchner: Alkoholische Gärung ohne Hefezellen (Попереднє повідомлення). У: Berichte der Deutschen Chemischen Gesellschaft. 30, 1897, ст. 117—124 [Архівовано 29 серпня 2009 у Wayback Machine.](нім.)
- Eduard Buchner, Rudolf Rapp: Alkoholische Gärung ohne Hefezellen. У: Berichte der Deutschen Chemischen Gesellschaft. 32, 1899, ст. 2086 [Архівовано 30 серпня 2009 у Wayback Machine.](нім.)